# Jim Lemley
Jim Lemley es un productor de cine nacido el 9 de marzo de 1965 en Seattle, Washington, Estados Unidos. Empezó trabajando en Icon Productions, donde se ocupó, entre otras, de Maverick, Amor inmortal, Braveheart, 187: muchas mentes peligrosas, Ana Karenina y Payback. Cerró su larga colaboración con Mel Gibson con la película Cuando éramos soldados, de Randall Wallace.
Su primera producción como independiente fue Tristán e Isolda, de la que fue productor ejecutivo con Ridley y Tony Scott. A continuación se ocupó de Vuelo nocturno y Wes Craven.

## Filmografía como productor
1. Abraham Lincoln: Vampire Hunter (2011) (preproducción) (productor)
2. Wanted 2 (2011) (preproducción) (productor)
3. 9 (2009/I) (productor)
4. Wanted - Se busca (2008) (productor)
5. La escafandra y la mariposa (2007) (productor ejecutivo)
6. Tristán + Isolda (2006) (productor ejecutivo)
7. Vuelo nocturno (2005/I) (productor ejecutivo)
8. Cuando éramos soldados (2002) (productor ejecutivo)
9. Invencibles (2001) (TV) (productor)
10. The Three Stooges (2000) (TV) (productor)
11. Ana Karenina (1997) (productor adjunto)

## Filmografía como director de producción
1. Payback (1999/I) (jefe de producción)
2. 187 (1997) (jefe de producción)
3. Amor inmortal (1994) (director de producción)
4. Maverick (1994) (director de producción: segunda unidad) (supervisor de producción)
5. Airborne (1993) (supervisor de producción)